# Noguerornis santensis
Noguerornis santensis — вид викопних енанціорнісових птахів родини Iberomesornithidae. Він існував у ранній крейді близько 130 млн років тому і відомий зі скам'янілостей знайдених у пластах формації El Montsec в Іспанії.